# Сернецкий, Сергей Николаевич
Сергей Николаевич Сернецкий (укр.  Сергій Миколайович Сернецький; 30 августа 1981, Тернополь) — украинский футболист, нападающий.Победитель высшей лиги Латвии и обладатель кубка Латвии.

## Биография
Футболом начал заниматься в Тернополе с 7 лет. Первый матч на профессиональном уровне провёл 3 ноября 1998 года в украинском клубе «Гарай» из Жолквы, за него сыграл 3 матча. В 1999 году перешёл в ЦСКА из Киева, но в основной состав он не смог пробиться и играл только за вторую команду, которая играла в Первой лиге. В Высшей лиге дебютировал 20 мая 2001 года, выйдя на замену в гостевом матче против криворожского «Кривбасса». В 2002 году перешёл в тернопольскую «Ниву», в составе которого дебютировал 28 июля. 8 сентября 2002 года сделал дубль в ворота «Буковины», которые стали первыми голами в составе нового клуба. 2 ноября забил три мяча в ворота «Черногоры», а в следующем году забил 4 мяча в ворота команды «Лукор» из Калуша и в итоге стал лучшим бомбардиром группы А. В 2004 году перешёл в алчевскую «Сталь», в составе которой дебютировал 16 марта и в том же матче забил гол в ворота «Спартака» из Сум. Вместе со «Сталью» вышел в Высшую лигу. Первый гол в Высшей лиге забил в ворота донецкого «Металлурга». Но уже в следующем сезоне потерял место в основном составе и в 2007 году перешёл в «Вентспилс», а позже завершил карьеру из-за проблем со здоровьем.

## Достижения
- Победитель Первой лиги Украины: 2004/05